# Les Go de Kotéba
Les Go de Kotéba, aussi connues comme les trois Go, est un groupe de chanteuses et danseuses créé en 1993 à Abidjan sous l'impulsion de Souleymane Koly.
Les Go chantent en malinké, bété, songhaï, bambara, khassonké, nouchi ou français.
C'est à l'origine un trio. Les participantes sont Niama Kanté, Maaté Keïta et Awa Sangho, respectivement Guinéenne, Ivoiro-Guinéenne et Malienne. Le groupe se réduit à un duo avec le départ de Niama Kanté pour le Japon.
À partir de 2011, Awa Sangho mène une carrière en solo à New York, elle sort en 2016 l'album Ala Ta.
Le nom du groupe vient de Go — déformation de « girl » en nouchi — et de l'ensemble Kotéba d'Abidjan, une troupe de théâtre traditionnel mandingue fondée en 1974 par Souleymane Koly. Le kotéba traditionnel est un genre théâtral satirique, chanté et dansé d'origine malienne. Les termes en bambara : koté qui signifie « escargot » et ba qui signifie « grand » renvoient à une mise en scène en spirale traditionnelle dans le kotéba. Souleymane Koly soulignait de plus en 2013 que « ko o tè ban » veut dire « rien ne finira jamais », autrement dit aucune vérité n'est absolue. Il rappelait également que les trois Go étaient partie intégrante de l'ensemble Kotéba d'Abidjan tout en poursuivant leur carrière spécifique en chant.

## Discographie
La discographie des Go de Kotéba comprend quatre albums et plusieurs compilations :
- Les Go de Kotéba, 1997 ;
- Dan Gna — Dan Gna signifie « le destin » en malinké[3] —, 1999 ;
- Faso Den, 2000 ;
- WAF : West African Feelings, 2006 ;
- plusieurs pistes de la bande originale du film Après l'océan d'Éliane de Latour, 2006.